# Modellsegling

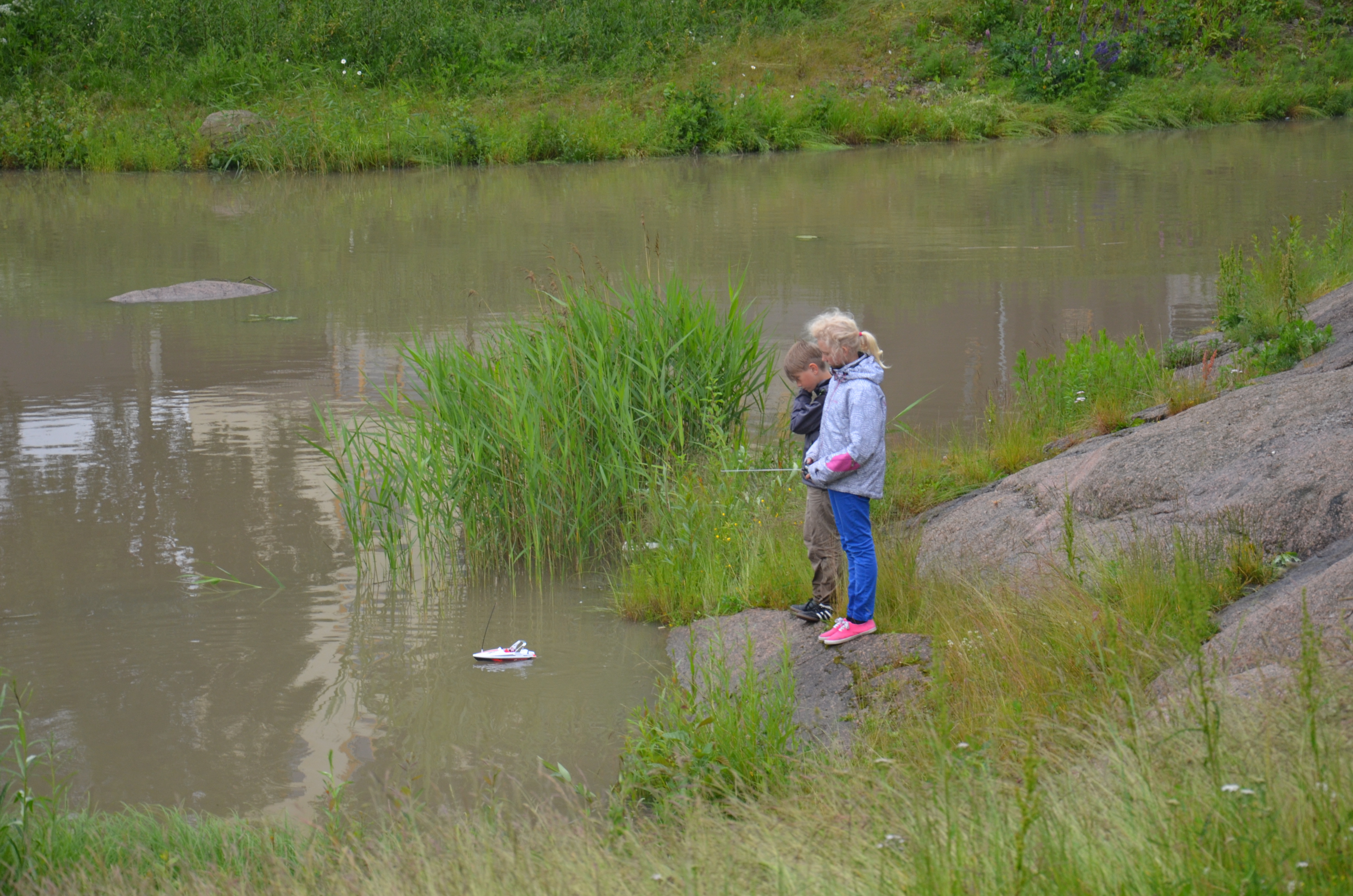
Modellsegling som lek för barn

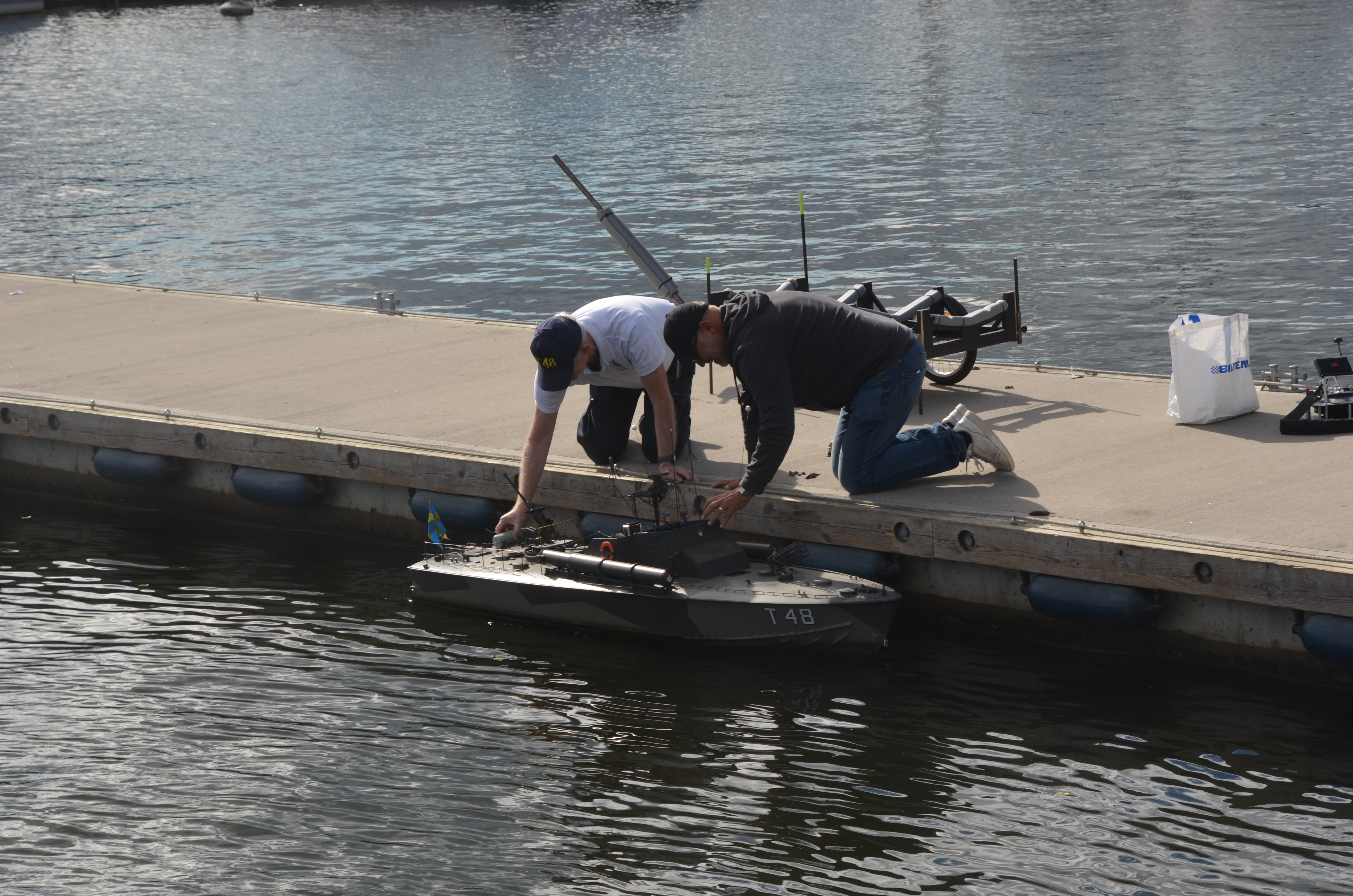
Modellsegling som hobby för vuxna

Modellsegling är ett tidsfördriv för att bygga och tävlingssegla med skalmodeller. En radiostyrd båt är en modell av en båt. Den styrs med fjärrkontroll.
Det har alltid varit brukligt för fartygsbyggare att göra en miniatyrmodell av sitt fartyg under uppbyggnad, som i alla avseenden är en kopia av originalet i liten skala, om det så är en ångare eller ett segelfartyg.
Det finns fina samlingar att se både på allmänna museer som Victoria and Albert Museum i London och på många specialiserade maritima museer över hela världen. Många av dessa modeller är av utsökt arbete, varje lina, remskiva eller del av motor är naturligt återgivna.
I fallet segelmodeller, tävlade dessa modeller ofta mot varandra på små dammar, och därmed uppstod det moderna tidsfördrivet. Man insåg snart att en komplicerade rigg var en nackdel, och att, på grund av de jämförelsevis starkare vindarna där modeller seglade, behövde de ett mer djupgående skrov. Av dessa skäl har moderna modellsegelbåtar vanligtvis fenköl, och är 15% till 20% mer djupgående än de fullstora fartygen, medan rigg och inredning har reducerats till ett absolut minimum. Detta gäller modeller byggda för racing och inte för mer detaljerade kopior av ångfartyg och fartyg, som görs för syns skull eller för modellbåtar av typ leksak.